# Ctimene contracta
Ctimene contracta är en fjärilsart som beskrevs av Walker 1864. Ctimene contracta ingår i släktet Ctimene och familjen mätare. Inga underarter finns listade i Catalogue of Life.